# Die Nibelungen. Ein deutscher Stummfilm
Die Nibelungen. Ein deutscher Stummfilm ist ein 2021 beim S. Fischer Verlag erschienener Roman der deutschen Schriftstellerin Felicitas Hoppe. Er erzählt von einem sich am Nibelungenlied orientierenden Theaterstück aus drei Akten, unterbrochen von zwei Pausen, das in Worms aufgeführt wird. Der Roman stand auf der Long-List 2021 des Deutschen Buchpreises und Platz 3 der SWR-Bestenliste vom November desselben Jahres.

## Inhalt

### Figuren (Auswahl)
Der Darsteller von Siegfried, ein kleiner und dunkelhaariger Mann, schätzt den Tatendrang und die Wortkargheit seiner Rolle. Sobald er die Bühne betritt, verwandelt er sich in den großen, selbstbewussten, blonden Drachentöter. „Eindeutig Sohn eines Königs aus Xanten, der nie König sein wird, weil er die Jagd dem Regieren vorzieht, immer Angriff und Schwert.“ Siegfried beschäftigt eine unbestimmte Anzahl Zwerge als Dienstkräfte, darunter Zwerg Zorn: eine Figur mit roter Mütze, die sich um seinen Reichtum kümmert. Seine abgezogene Haut nutzt Siegfried als Tarnkappe, um unsichtbar zu werden.
Hagen ist Widersacher, Mörder, Publikumsliebling, die „verlässlichste Figur in der ganzen Geschichte, ein Mann wie ein Pfosten“. Er versucht unbeirrbar, sein Schicksal, das heißt seine Funktion im Stück zu erfüllen. Er besitzt „die hohe Stirn eines alterslosen Bestatters mit sehr viel Erfahrung“, versehen mit einer Falte mit Eigenleben. Sein Darsteller beschreibt ihn (und sich selbst) als „verlässlich gefährlich, der Inbegriff eines bösen Onkels, gewalttätig und unberechenbar“. Hagen hat einen Bruder, Dankwart, und eine Nichte, Kriemhild.
Wie Hagen auf sein Ziel fokussiert sich Kriemhild auf ihren Ehemann in Spe Siegfried. In ihrem ersten Auftritt näht sie ihm in ihrer Schneiderwerkstatt ein grünes Jagdkostüm. Im Verlauf erlangt sie zunehmend Selbstwirksamkeit, was sich an ihrem Äußeren ablesen lässt: In Trauer trägt sie einengende, schwarze Kleidung, für ihre Rache ein grünes Jagdkostüm mit rotem Fellbesatz. Etzel, König der Hunnen zu Esztergom, Kriemhilds zweiter Ehemann, ermöglicht durch sein Habe diese Wandlung. Gunther, König von Burgund zu Worms, Gernot und Giselher (aka. das dreifache G) sind Kriemhilds Kellner-Outfits tragenden Brüder. Ersterer bestimmt mit seinen übermütigen, leichtsinnigen Taten und Wünschen die Handlung mit.
Brunhild herrscht über Isenstein/Island, bis Gunther sie ehelicht. Sie zeichnet sich durch übermenschliche Stärke aus, die von einem Gürtel herrühren soll. Wo Kriemhild eine Nadel führt, führt Brunhild ein Schwert. Im Wettkampf zwischen ihnen trägt Letztere eine Harpune als Zeichen. Auch besitzt sie ein Arsenal aus Waffen, die nur sie stemmen kann.
Der Zeuge im Beiboot ist die Erzählinstanz, die einen Stein unter der Zunge liegen hat. Laut Abspann heißt er Felicitas Hoppe. Er begleitet das Geschehen mit Fernglas von einem lecken Ruderboot aus, eine geliehene Galeere aus der Sammlung des Museums für Gegenwartskunst zu Basel. Es gibt Stellen, an denen er sich abwendet oder abgelenkt ist, aber dennoch Bescheid zu wissen scheint: „Ich kenne Isenstein nur vom Hörensagen, und bei der Doppelthochzeit in Worms bin ich auch nicht gewesen.“ Auch erzählt er von Dingen, die im Off geschahen, also jenseits des Geschilderten. Wegen Kriemhild unterbricht der Zeuge seinen Bericht, beklagt seine distanzierte Position und dass er den Verlauf des Nibelungenliedes nicht ändern kann. Die Hingabe zu Kriemhild geht weit genug, dass der Zeuge sich an Siegfrieds Stelle fantasiert.
Der Tod ist ein Laie in einem Trainingsanzug von Woolworth. Auf der Bühne hält er sich im Hintergrund und besitzt eine Durchsetzungskraft ähnlich der von Hagen. Entscheidungen wie den Tod von jemandem „aus der Fußgängerzone von nebenan“ spielen zu lassen, werden auf Frau Kettelhut zurückgeführt, die Regisseurin. Sie erfüllt kleinere Aufgaben im Stück, zum Beispiel als Schiedsrichter im Duell der Königinnen. Sie soll die Aufführung frühzeitig verlassen haben.
Die goldene Dreizehn ist ein Schatz, wortwörtlich ein Algorithmus. Sie trifft sich alljährlich im Sommer mit anderen Schätzen im Geheimen, in der Nähe von Worms, zur selben Zeit wie die örtlichen Festspiele. Die Dreizehn kann andere Gestalten annehmen, womöglich Gold herzaubern und an mehreren Orten gleichzeitig sein: Sie behauptet, eine goldene Rute zu sein, die unter Verschluss gehalten wird im Basler Museum nebst anderen Requisiten des Stücks. Als Figur tritt die Dreizehn auf als abgemagerter, betrunkener und stinkender Söldner, dem ein Bein fehlt. Sie erscheint ungebeten auf Festen und stellt sogenannte Halslöserätsel.

### Handlung
In Basel erzählt ein Museumswächter von den Schätzen, die einst einer einzigen Frau gehörten, und wie die goldene Dreizehn sich in die Stadt Worms begibt. Dort entkommt sie abgemagert einem Käfig, der noch immer auf dem Domplatz steht, nachdem die Anwohner sie aus Habgier gefangen nahmen. Der Wächter schließt mit einer Geschichte, nach der ein Schatz als einbeiniger, abgemagerter Söldner auf einer Hochzeit geköpft wurde und ihm drei Goldmünzen aus dem Hals quollen, statt vorher gemästet zu werden, um mehr Profit schlagen zu können.
In Worms beginnt das Stück, das sich nach einem immer dicker werdenden Programmbuch richtet. Siegfried, Zwerg Zorn, das dreifache G und Hagen treten auf: Aufgezählt wird, wen und was Siegfried bis dato tötete. Zorn poliert im Beisein eines gebrechlichen Falken Münzen. Hagen fordert ein Boot, worauf der Zeuge die Handlung hinauszögert, um während seiner Fahrt über den Rhein von Basel nach Worms von Kriemhild in ihrer Werkstatt zu schwärmen. Beiläufig erwähnt er, dass es nach Isenstein geht. Gunther will es so. Der Tod wird auserkoren und begleitet die Entourage über die Nordsee, deren Wellen „jede Nacht neue Opfer fordern, erst gestern sind wieder zwei Sänger ertrunken.“ Der Chor singt, der Fährmann solle sie übersetzen, und Pferde zittern in ihrem Zaumzeug, in das silberne Glöckchen eingenäht sind.
Rhein und Nordsee frieren ein, Drehbühne und Publikum halten ein, als Brunhild auftritt, bewaffnet und im Jagdkostüm. Ihr Schatten wächst, bis er die letzten Ränge erreicht. Erst dann löst sich der Frost auf und Gunther samt Begleiter erreichen die Insel. Siegfried häutet seinen Zorn, weil er die Tarnkappe braucht: Im Wettkampf entscheidet sich, ob Brunhild Gunther heiratet, aber er braucht Hilfe, um zu gewinnen. Im Gegenzug erhält Siegfried Kriemhild zur Braut. Brunhild, als wüsste sie Bescheid, gibt direkt auf.
Auf die Rückkehr schließt die Doppelhochzeit an, mit Trauung im Dom statt auf der Bühne. Durch eine Falltür erscheint die goldene Dreizehn auf dem Fest wie der Schatz in der Geschichte des Wächters. In der Nacht friert der Rhein wieder zu. Brunhild hängt Gunther an einen Nagel. Sobald Kriemhild schläft, häutet Siegfried seinen Zorn erneut und schleicht in Gunthers und Brunhilds Raum, „in dieser Nacht gehört der Wanderkönig aus Xanten zwei Frauen auf einmal.“ Währenddessen spielen Zeuge und Hagen im Beiboot eine Partie des Kartenspiels Bataille Royale, auch Leben und Tod genannt.
Kriemhild und Brunhild liefern sich in Neoprenanzügen einen Wettlauf auf dem Wormser Domplatz, der zur Eisbahn umfunktioniert wurde. Das Publikum wettet mit Kreuzen auf den Ausgang, der Tod verteilt Wimpel. Wer gewinnt, bleibt unklar. Hagen näht ein Kostüm für Siegfried, das Kriemhild vollendet, indem sie zufällig ein Kreuz zwischen die Schultern stickt.
Es folgt ein Jagdausflug, bei dem Siegfrieds Zwerge bewirten, aber es fehlt eine Ladung Wein. Den Durst ausnutzend wetten Hagen und Gunther, wer es zuerst an die Quelle schafft. Kriemhild windet sich im Schlaf, Brunhild zieht sich zurück in die Einsamkeit. Siegfried gewinnt, während der Widersacher einen Speer auf ihn anlegt. Er zögert, weil der Chor vorschnell den Tod besingt. Das Wasser gefriert und Siegfried verdurstet. Im Eis spiegelt sich die Mordlust des Publikums.
Beide Pausen bestehen aus einer Serie von Backstage-Interviews mit den Darstellern. Niemand verrät den eigenen Namen. Alle sprechen über ihre Rollen, bieten Lesarten der Nibelungen an und/oder gehen auf das Theaterwesen beziehungsweise die Schauspielerei ein. Dabei beantworten sie die Fragen kryptisch oder indirekt und greifen stellenweise den Geschehnissen vor. Wer der Interviewer ist, bleibt unklar.
Hagen geht auf den Verlauf des Rheins ein: Wie er direkt in die Donau übergeht und der noch zu versenkende Schatz unter Festland gesucht werden müsste. Hagen bezeichnet Kriemhild als Star des Stücks, glaubt aber, sie sei nur wegen der Lust des Publikums auf Liebe die Hauptfigur. Er beschreibt das Theater als grundsätzlich autoritär und spricht von den Nazis im Kontext der Nibelungen-Filme Fritz Langs.
Siegfried betrachtet den Tod als Zelebration des Lebens und die Liebe in den Nibelungen als puren Eroberungsakt. Schauspielen verbindet er mit dem Stummfilm, weil es die Performanz selbst sei anstelle des Textes, der den größten Ausdruck bewirkt. Das Theater sieht Siegfried als Bühne zur Nachahmung von Revolution zur Beschwichtigung der Bevölkerung.
Zwerg Zorn besitzt mit Bergbau, Geschichte und Klassenkampf dieselben Interessen wie seine Rolle. Er betrachtet Schauspielerei als Entblößung. Er unterteilt die Welt in hell und dunkel, Leben und Tod, wobei das Theater durch Illusion und Neudeutungen zum Zwielicht wird. Die Nibelungen hält Zorn für schlechten Adaptionsstoff, weil die Endgültigkeit der Schicksale der Figuren den Raum für Hoffnung nimmt.
Kriemhild steht aus Trauer nicht zur Verfügung und verweist auf Brunhild. Sie geht auf Elemente des Romans ein: Das Museum für Gegenwartskunst stellt als nicht abgeschlossene Sammlung von Köpfen eine Ausstellung der Gewalt dar. Sie macht Siegfrieds Besuch in ihrem Schlafzimmer als Vergewaltigung explizit. Für Brunhild geht es auf der Bühne um die Inszenierung von Trauer.
Das dreifache G hält die Nibelungen für grandios und sie betrachten die Gegenwart als jüngste Adaption des Stoffes. Sie nehmen vorweg, dass Kriemhilds Trauer dreizehn Jahre anhält. Alles Gesagte zwingen sie in eine Kartenspiel-Metaphorik.
Die goldene Dreizehn antwortet rätselhafter als alle anderen. Sie spricht von sich als Schatz und besteht darauf, dass sie die goldene Rute aus dem Nibelungenlied ist. Sie erscheint hier genauso wie auf der Bühne.
Im Interview mit dem Tod erweist sich als Backstage-Bereich der Heylshof. Der Laie entlarvt die imposanten, bildhaften und detailreichen Beschreibungen als Bühnenzauber, hin- und hergeschobene Kulissen und Menschen, die auf festem Grund Ertrinkende mimen. Weil er sich nicht als Schauspieler, sondern als Wormser Ruderer sieht, ist für ihn seine Darbietung echt und nicht gestellt.
Der zweite Teil beginnt, nachdem Hagen den Schatz versenkt hat, der von Siegfried auf Kriemhild überging. Rüdiger von Pöchlarn, kurz RvP, überbringt ihr den Antrag des Hunnenkönigs Etzel. Sie nimmt an und tauscht ihr schwarzes Gewand gegen ein goldenes. Auf ihrer Hochzeitsfeier erscheint die goldene Dreizehn als vergiftete Torte.
Der Zeuge rudert jetzt auf der Donau in Richtung Schwarzes Meer. Ihn begleiten Zwerg Zorn, der über die Unberechenbarkeit von Flüssen redet, und die Sänger Swämmel und Wärbel. Durch sie kommt Kriemhilds Einladung an Etzels Hof nach Worms zu ihrer Familie. Sieben Jahre sind vergangen. Küchenmeister Rumolt und Hagen versuchen, das dreifache G von der Reise abzubringen. Sie scheitern, denn das Programm steht fest. Hagen ist überzeugt, dass Kriemhild Siegfrieds Tod rächen möchte. Seine Träume, die Warnungen der Mutter der Brüder und Brunhilds neuer Status als „Superwitwe“ deuten auf eine drohende Katastrophe. Hagen besorgt sich von hinter den Kulissen Siegfrieds grünes Schwert, mit dem er seine Nichte köpfen will.
Wie bei der Überfahrt nach Isenstein begleitet der Tod die Gruppe. Gunther zeichnet sich als „der unbelehrbarste König der deutschen Geschichte“ aus und die Donau als tückisches Gewässer, in der Sänger ertrinken. Als ein Fährmann sich weigert, die Entourage samt Armee über den Fluss zu setzen, will Hagen ihn umbringen, aber sein Waffenarm friert ein. Der Mann ertrinkt und der Widersacher nimmt seinen Platz ein. Der Kaplan, der sie begleitet, tritt den Rückweg nach Worms an, nachdem Hagen ihn ins Wasser wirft. Keiner der zehntausend Mann oder der Pferde kommt bei der Überfahrt ums Leben, aber Hagen zerstört die Fähre und schneidet dem Trupp den Rückweg ab.
RvP empfängt in Pöchlarn Hagen und das dreifache G. Giselher verlobt sich mit Dietelind, Rüdigers Tochter. Gernot bekommt ein Schwert geschenkt, auf dem er sterben wird. Gunther erhält eine Rüstung. Hagen fordert einen Schild. Auf der Weiterreise hinterfragt der Zeuge, was am Stück, dem Roman und dem Nibelungenlied wahr ist, während Zorn und Dreizehn ihm rudernd und singend Gesellschaft leisten. Währenddessen ändert Kriemhild ihre Kleidung; der Zeuge spricht von einem grünen Jagdkostüm. Sie hat die Sitzordnung für das „letzte Abendmahl“ festgelegt: Neben Etzel, Kriemhild und RvP einerseits, das dreifache G, Hagen und dessen Bruder Dankwart andererseits, werden noch Volker von Alzey, Dietrich von Bern, Meister Hildebrand und der grüne Schatten zu Tisch sitzen. Der dreizehnte Platz bleibt frei, angeblich für Blödelin, Etzels kleinen Bruder. Eintausend gehäutete Söldner stehen abseits bereit, Kriemhilds Befehle erwartend.
Die Entourage trifft in Esztergom ein und Giselher wirft Kriemhild in die Luft, bevor sie an der Tafel Platz nehmen; der Zeuge beneidet ihn. Die goldene Dreizehn wird als Torte aufgetischt, die die Gesellschaft für vergiftet hält. Rumolt stirbt, nachdem der an Siegfried erinnernde grüne Schatten sein grünes Schwert zurückfordert, das als Küchenutensil dargestellt wird. Der Schatten wächst, bis er den Himmel verdunkelt. Kriemhild nimmt es an sich, zusammen mit Rumolts Schürze. Sie serviert mit dem Schwert Tortenstücke und hält eine Rede. Hagen und Kriemhild beginnen zu streiten, wer am Tod Siegfrieds Schuld trägt; der dreizehnte Platz gehört in Wahrheit seinem Mörder. Kriemhilds Blutdurst wird offenbar und die Söldner beginnen, gegen die Pforte der Halle zu schlagen. Hagen erhält das Schwert zurück und hilft vor Anbruch der Pause der Dreizehn aus der Torte. Sie hält eine goldene Rute in der Hand. Eis breitet sich aus. Das Publikum fordert Blut und es beginnt zu regnen.
Im Interview stellt Rumolt Küche und Hof gleich. Obwohl seine Ersetzbarkeit durch Spruchbänder angesprochen wird, hält er seine Rolle für einer der wichtigsten. Er betont die Unveränderlichkeit des Handlungsverlaufs, trotz aller Eingriffe Frau Kettelhuts. Es wird impliziert, der Zeuge sei geplanter Teil des Stücks.
RvP kritisiert die Regie, weil dem Stück der überlebensgroße Charakter des zugrundeliegenden Stoffes abhandenkomme: „Theater, ich wiederhole mich, ist nicht das wahre Leben“. Rüdiger verrät, dass Gernot und er einander umbringen.
Der Kaplan hält die Nibelungen für barbarisch. Genauso hinterfragt er den kannibalistisch anmutenden Brauch des Christentums, Hostie und Wein zu konsumieren als Sinnbilder des Leibs und Blutes Christi. Für den Kaplan ist das Theater eine Wundermaschine.
Kriemhild bezieht sich auf Quentin Tarantino, insbesondere Kill Bill: „Tarantino versucht in Kill Bill, Kriemhild in eine amerikanische Zwillingsschwester von Brunhild zu verwandeln.“ Für sie bedeutet Theater Rollenspiel, das durch einen Drang nach Authentizität zerstört wird, denn Figuren gehören überhöht und Handlungen überspitzt. Demgemäß schätzt sie Kriemhild weder als zeitgemäß noch gendertheoretisch einwandfrei ein. Die Nibelungen sieht sie als Geschichte der Verlierer.
Giselher gibt ein gesondertes Interview in Gesellschaft eines Falken, der zum Beispiel während des Duells zwischen den Königinnen vorkommt. Ob es derselbe Falke ist, der bei Zorn sitzt, bleibt unklar. Für Giselher dürfen im Theater Stoffe umgedeutet und adaptiert werden, wie es die Zwecke erfordern. Gleichzeitig zitiert er das Nibelungenlied so viel wie bisher niemand und spricht auch die Liederhandschriften A, B und C an, die er Originale nennt. Das Interview enthält eine Diskussion, inwiefern Fiktion real sei. Es wird impliziert, der versunkene Schatz sei die goldene Dreizehn. Giselher und der Interviewer witzeln über seine Vorliebe zu frischer Luft und seinem Tod in einer verschlossenen Halle.
Blödelins Beitrag wird als Auflistung von Minijobs bei Events und erfolglose Castings vor der Rolle in diesem Stück zusammengefasst. Dieses ‚Interview‘ ist durchsetzt mit Beschreibungen, die auf seine Position an Etzels Hof deuten, explizit seine Stellung zu Kriemhild: „Frauenversteher“ und Mittel zum Zweck.
Etzel betrachtet sich als Null, weil sie zum einen zwei konträre Seiten scheidet, hier Burgunder und Hunnen. Zum anderen ist sie allein, so wie Etzel allein zusieht, wie er wegen Kriemhilds Rache alles verliert. Einem mathematischen Gimmick folgend diskutiert er die Bedeutung der Zahl 13. Für ihn thematisiert Theater die Vergangenheit, um von ihr lernen zu können, was nur mit genug zeitlicher Distanz funktioniert. Etzel vermutet, Kriemhild versank in ihrer Trauer, weil sie jene präsent hielt.
Dietrich von Bern betrachtet seine Rolle als größeren deutschen Helden als Siegfried. Für ihn geht es im Theater um die Motorik und Fitness der Schauspieler und kommt auf Fußball zu sprechen. Beides bezeichnet DvB als „Gefühlsmaschine, die sich ohne Spannung und Applaus nicht in Gang setzen lässt.“ Er erzählt von der Bedeutung des Kuchenschmeißens für Stummfilme, und vom Gemetzel an Etzels Hof, das in eine Kuchenschlacht umgemünzt wird und in dem Hildebrandt Kriemhild köpft. Dietrich gibt auch an, sie sei die Frau, der einst alle Schätze gehörten.
Hildebrandt wird nur eine Frage gestellt und er antwortet: „Wer einer Königin ihren Kopf abschlägt, trifft in der Regel seinen eigenen Nacken. Das ist die Geschichte der Nibelungen.“ Alle sterben, alle verlieren, lautet das Fazit des Interviewers. Weil sie nicht anzutreffen ist, gibt es kein Interview mit Frau Kettelhut.
Der dritte Teil, die Klage, beginnt mit einer Zusammenfassung des Gemetzels, das der Zeuge wegen eines Kartenspiels verpasste: Kriemhild ignoriert die Gnadengesuche Dietrichs, köpft Gunther und lacht. Auch Hagens Kopf schlägt sie ab, genauso wie sein rechtes Bein; aus dem Nackenstumpf quellen drei Münzen. Im Publikum herrscht Festtagsstimmung. Der Zeuge lobt die Regie, weil das Stück unter zwei Stunden Länge bleibt.
Etzel hält Gericht und verhört den Zeugen, um dessen Anteil an der Vernichtung seines Reiches zu prüfen: Jener gerät unter Verdacht, weil er einerseits Kriemhild verehrt und sich für ihre Taten die Schuld gibt. Der Zeuge macht seine rein beobachtende Position verantwortlich und seine Feigheit, die ihn hinderte, diese zu verlassen. Andererseits wegen seines Umgangs mit dem offen systemkritischen Zwerg Zorn. Im Prozess betont der Zeuge seine Unzuverlässigkeit, die er mit Mängeln an seinem Fernglas begründet. Die Gerichtsdiener erheben es über jeden Zweifel. Etzel verpflichtet den Zeugen, wegen ungenauer Berichterstattung, nach Worms zurückzureiten und allen Interessierten auf dem Weg zu erzählen, was in Esztergom geschah. Neben einem grünen Schwert und Gürtel erhält der Zeuge einen Stein, mit dem er den unter seiner Zunge ersetzt.
Bei allen Versuchen des Zeugen, etwas auszulassen oder zu lügen, sammelt sich in seinem Mund Blut. Er träumt von sinkenden Pferden, darunter Rüdigers Ross, das silberne Glöckchen trägt. Vom Bischof von Passau, Pilgrim, erhält der Zeuge den Auftrag, nach seiner Strafe die Nibelungensage aufzuschreiben. Auch entlarvt er den Stein unter der Zunge als Grund, warum der Zeuge nicht sagt, was er sieht, sondern schildert, was er zu sehen glaubt. Erst in Worms vor Brunhild in ihrem grünen Jagdkostüm löst sich der Stein auf. Der Zeuge beginnt zu singen, von allem, was sich im Roman zutrug, im On und Off. Zuletzt nimmt sie ihn und trägt ihn zum Käfig, in dem die goldene Dreizehn eingesperrt war, obwohl das Programmbuch das Gegenteil behauptet.
Der letzte Abschnitt heißt „Credits/Abspann“. Er fungiert teils als Dramatis personae, teils als Danksagung der Autorin mit Angaben wie „Produktion S. Fischer Verlag“ oder dass Manfred Bierwischs und Uwe Johnsons Prosaübertragung des Nibelungenlieds zitiert wird. Letzterem ist der Roman gewidmet. Es gibt auch kulturelle Verweise, mit zum Beispiel Quentin Tarantino unter Dramaturgie oder Álvaro Cunquiero als Wärter der goldenen Rute.

## Zur Form
Die Überschriften im Buch sind stilisiert als Zwischentitel; sie gehen auf den Inhalt des folgenden Abschnittes ein. Ausgenommen sind die Beginne der drei Hauptteile und der Pausen. Der erste heißt „Der Rhein“, der zweite „Die Donau“ und der letzte „Die Klage“. Zwei weitere Zwischentitel finden sich auf den Vorsätzen, einmal vorne und hinten, jeweils beschriftet mit „Die Nordsee“ auf blau-grünem und „Das schwarze Meer“ auf braunem Grund. Die Inklusion der goldenen Dreizehn passt zum Stummfilm-Bezug des Untertitels, denn im frühen Kino können nicht-menschliche Handlungsträger Einstellungen dominieren.

## Rezeption
In ihrer Buchkritik im SWR2 lesenswert Magazin preist Angela Gutzeit die Verspieltheit und Ironie des Romans, mit Betonung auf seine Unabgeschlossenheit und die Interviews in den Pausen. Sie stellt ein kapitalismuskritisches Potential heraus. Sascha Seiler von literaturkritik.de schließt sich ihr an, doch spricht er eine Relativierung des Heldentum-Konzeptes an.
Kristina Maidt-Zinke in der Süddeutschen Zeitung präsentiert den intertextuellen Kontext des Buches und die Rezeptionsgeschichte des Nibelungenstoffes ab Goethe, bietet aber auch Einblicke in die Entstehung des Romans. Auch Bernhard Viel lenkt in seiner Rezension für die Münchener Abendzeitung auf die historische Ebene, wobei er Bezug zu Uwe Johnson nimmt.
Für den ORF fasst Judith Hoffmann ein Interview zusammen, bei dem Felicitas Hoppe festhält, ihr Anliegen sei es unter anderem, die Nibelungen von 'Fehlinterpretationen' zu trennen.
In WELT lobt Richard Kämmerlings, dass die Autorin nicht versucht, den Stoff zu behüten. Er interpretiert den Fundus an Variationen und Adaptionen des Nibelungenstoffes, darunter auch Hoppes Roman, als Schatz für sich, „der irgendwo auf dem Grund des Flusses liegt und immer wieder neu darauf wartet, von der Gegenwart gehoben zu werden.“
Auf ihrer Homepage hält Felicitas Hoppe weitere Beiträge fest.

### Textausgaben
Felicitas Hoppe: Die Nibelungen. Ein deutscher Stummfilm. 1. Auflage. S. Fischer, Frankfurt am Main 2021, ISBN 978-3-10-032458-0.

### Sekundärliteratur
Thomas Elsaesser: Filmgeschichte und frühes Kino: Archäologie eines Medienwandels. edition text und kritik, München 2002, ISBN 3-88377-696-3.
Aktuell gibt es keine bekannte Forschungsliteratur zum Roman (Stand März 2025).